# 메디컬 기방 영화관
《메디컬 기방 영화관》은 OCN에서 2007년 11월 20일부터 2008년 1월 22일까지 방영된 드라마이다.

## 줄거리
조선의 남자들의 고민을 말(言)로 해결해 주고, 손(手)으로 다스려주고, 몸에 기(氣)를 불어 넣어주는 그녀들의 비법.

## 등장 인물

### 주요 인물
- 이일화 : 계월 역
- 홍소희 : 연 역
- 서영 : 매창 역

### 주변 인물
- 최필립 : 운 역
- 김세인 : 예란 역
- 진서연 : 단비 역
- 이계인 : 조 서방 역
- 경규원 : 김시원 역

### 그 외
- 박경석
- 김기현
- 봉다룬
- 구중립
- 송승용
- 류가영
- 박통일
- 김햇님
- 정승주
- 송은진
- 김혜영
- 서효빈
- 김란영
- 김서혁
- 전진우

## 시청률
아래의 파란색 숫자는 '최저 시청률'이고, 빨간색 숫자는 '최고 시청률'입니다. 시청률조사회사와 지역별로 시청률에 차이가 있을 수 있습니다.
| 2007년        | 2007년    | 2007년           | 2007년         |
| 회차          | 방송일    | TNmS 시청률<ref> |                |
| 회차          | 방송일    | 대한민국(전국)   | 대한민국(전국) |
| ------------- | --------- | ---------------- | -------------- |
| 1             | 11월 20일 | 15.5%            | 16.1%          |
| 2             | 11월 27일 | 16.9%            | 16.4%          |
| 3             | 12월 4일  | 13.4%            | 14.2%          |
| 4             | 12월 11일 | 14.4%            | 13.2%          |
| 5             | 12월 18일 | 19.5%            | 24.4%          |
| 6             | 12월 25일 | 14.8%            | 19.7%          |
| 2008년        |           |                  |                |
| 회차          | 방송일    | TNmS 시청률<ref> |                |
| 회차          | 방송일    | 대한민국(전국)   | 대한민국(전국) |
| 7             | 1월 1일   | 17.0%            | 16.8%          |
| 8             | 1월 8일   | 19.9%            | 34.8%          |
| 9             | 1월 15일  | 25.7%            | 26.5%          |
| 10 (마지막회) | 1월 22일  | 10.4%            | 17.2%          |